# Blue Bay Marcel Ravin
Blue Bay Marcel Ravin är en karibisk- och medelhavsinspirerad gourmetrestaurang som är belägen inne i det fyrstjärniga hotellet Monte-Carlo Bay Hotel & Resort i Larvotto i Monaco. Restaurangen har blivit tilldelad två Michelinstjärnor. Den ägs och drivs av det statliga tjänsteföretaget Société des bains de mer de Monaco (SBM). Blue Bay leds av chefskocken Marcel Ravin som är själv född i Karibien, närmare bestämt på ön Martinique.
Restaurangen öppnades samtidigt som hotellet uppfördes 2005.